# محمد ولد عبد العزيز
محمد ولد عبد العزيز ولد اعلية (وُلِدَ 20 ديسمبر 1956 في أكجوجت) هو الرئيس الثامن للجمهورية الإسلامية الموريتانية، من عام 2009 وحتى عام 2019، وهو سادس عسكري يحكم البلاد، وجاء حكمه بعد الإطاحة بأول رئيس منتخب للبلاد سيدي محمد ولد الشيخ عبد الله في انقلاب عسكري أبيض (لم تشبهُ مواجهات عسكرية) في 6 أغسطس 2008، لكنه تنحّى عن الحكم وقاد مساراً سياسيا أدى لتنظيم انتخابات رئاسية بعد نحو عام من الانقلاب، أشرفت عليها المعارضة بموجب اتفاق سياسي، وأسفرت عن انتخابه رئيسا للبلاد يوم 18 يوليو 2009 بعد فوزه في شوطها الأول بنسبة 52.6%. استمرّ حكمه حتى نهاية فترتين رئاسيتيْن كما ينص الدستور الموريتاني، حيث رفض تغيير الدستور، ولم يترشح للانتخابات الموالية التي أسفرت في النهاية عن فوز صديقه المقرب وزميله ووزير دفاعه محمد ولد الغزواني، فيما وُصف بأنه أول تدوال سلمي للرئاسة في تاريخ البلاد، ثم اتُّهِم بعد نهاية حكمه بالفساد واستغلال النفوذ وحوكم أمام القضاء.
ولد بمدينة أكجوجت، عاصمة ولاية إينشيري في الشمال الموريتاني، ودرس حتى السنة الثالثة إعدادي، ثم أرسل للمغرب ودخل الأكاديمية العسكرية بهذه الشهاد بطلب من السلطات الموريتانية نظرا لقلة الضباط وأعفي من شهادة الباكالوريا كشرط لدخول الأكاديمية وتخرج من الأكاديمية العسكرية بمكناس،وهو برتبة ضابط متخصص في الميكانيكاوكان تخرجه بعد الحرب ساهم في إفشال انقلاب صالح ولد حننا على الرئيس الأسبق معاوية ولد الطايع في عام 2003 مع ان وحدة الحرس الرئاسي التي كان يقودها من بين الوحدات التي انهارت في الساعات الأولى للمحاولة الانقلابية، لكن بعد فشل المحاولة تمت ترقيته بعدها إلى رتبة عقيد، إلا أنه لعب لاحقاً دور ا في انقلاب عام 2005 وظهر اسمه بين قادة الانقلاب الذي أطاح بالرئيس معاوية ولد الطايع، كما لعب دور بارز في تولي الرئيس سيدي محمد ولد الشيخ عبد الله لمنصب الرئاسة، وقد كافئه على دعمه فقام بترقيته إلى رتبة جنرال وهي أعلى رتبة مستحدثة في رتب الجيش الموريتاني، كما جدد تكليفه أيضا بقيادة الأركان الخاصة لرئيس الجمهورية.
ترشح للانتخابات الرئاسية التي أجراها يوم 18 يوليو 2009 وهي الأولى بعد الانقلاب العسكري الذي قاده، واستطاع أن يحقق النجاح بها بعد حصولة على نسبة 52.58% من الأصوات، رغم اتهام المعارضة له بتزوير الانتخابات وعدم اعترافها بالنتائج النهائية.واستقالة رئيس اللجنة العليا للانتخابات وامتناعه عن الاعتراف بانتائج احتجاجا على مالمسه من لبس واضح في طريقة سريان العملية الانتخابية وفرز الاصوات
تم تنصيبه رسمياً يوم 5 أغسطس 2009. في الملعب الأولومبي في العاصمة ولوحظ عدم التطرق لتاريخه الدراسي وشهاداته وطريقة وصوله للحكم في عرض سيرته الذاتية
تهم محمد ولد عبد العزيز بعدة قضايا فساد من أبرزها ما كان مصدره النائب الفرنسي مامير الذي اتهم الرئيس الموريتاني بأنه عراب المخدرات في غرب إفريقيا فدشن الرئيس ضغوطا سياسية على النائب الفرنسي حتى اعتذر ليعيد نفس الاتهامات عميل استخباراتي فرنسي من أصل مالي يسمى عمار ويعرض شريطا مسجلا يحرض فيه الرئيس الموريتاني مواطنا عراقيا على تزوير بعض الوثائق والعملات يخبره أن ينهي علاقته بجماعة أطلق عليها مصطلح الناس مما يوحي بأنهم عصابه منظمة محترف جعل بعضهم يزعم أنها المافيا الدولية.
في أكتوبر 2023، طلب المدعي العام في موريتانيا، سجن محمد ولد عبد العزيز لمدة عشرين عاماً، ومصادرة أملاكه. في 4 ديسمبر، حُكم عليه بالسجن خمس سنوات بتُهمة غسيل الأموال والإثراء غير المشروع، وصرح محاميه بأنهم سيستأنفون الحكم.

## روابط خارجية
- محمد ولد عبد العزيز على موقع مونزينجر (الألمانية)